# Maksim Truniow
Maksim Rudolfowicz Truniow, ros. Максим Рудольфович Трунёв (ur. 7 września 1990 w Kirowo-Czepiecku) – rosyjski hokeista.

## Kariera
- Siewierstal 2 Czerepowiec (2005-2008)
- Siewierstal Czerepowiec (2008-2012)
  -  Ałmaz Czerepowiec (2009-2012)
- Łokomotiw Jarosław (2012-2013)
  -  Łokomotiw 2 Jarosław (2012)
- Nieftiechimik Niżniekamsk (2013-2014)
- Siewierstal Czerepowiec (2014-2017)
- Spartak Moskwa (2017-)
- Traktor Czelabińsk (2019)
- Siewierstal Czerepowiec (2019)
- Saryarka Karaganda (2020)
- HK Nioman Grodno (2021)
- HK Szachcior Soligorsk (2021-2022)
- Humo Taszkent (2022-)

Wychowanek Siewierstali Czerepowiec. Od maja 2012 zawodnik Łokomotiwu Jarosław. Od 1 listopada 2013 zawodnik Nieftiechimika (w toku wymiany między trzeba klubami, w ramach której uczestniczyli także Nikita Szczitow i Igor Musatow). Zwolniony w listopadzie 2014. Od listopada 2014 do września 2017 zawodnik Siewierstali Czerepowiec. Od września 2017 zawodnik Spartaka Moskwa. W styczniu 2020 został zawodnikiem Saryarki Karaganda. W sezonie 2020/2021 nie grał, po czym w kolejnym do końca października 2021 reprezentował białoruski Nioman Grodno, a następnie do kwietnia 2022 grał w barwach Szachciora Soligorsk. Przed sezonem 2022/2023 został zawodnikiem uzbeckiego klubu Humo Taszkent, przyjętego do rozgrywek ligi kazachskiej.